# Kasteel van Le Quesnoy

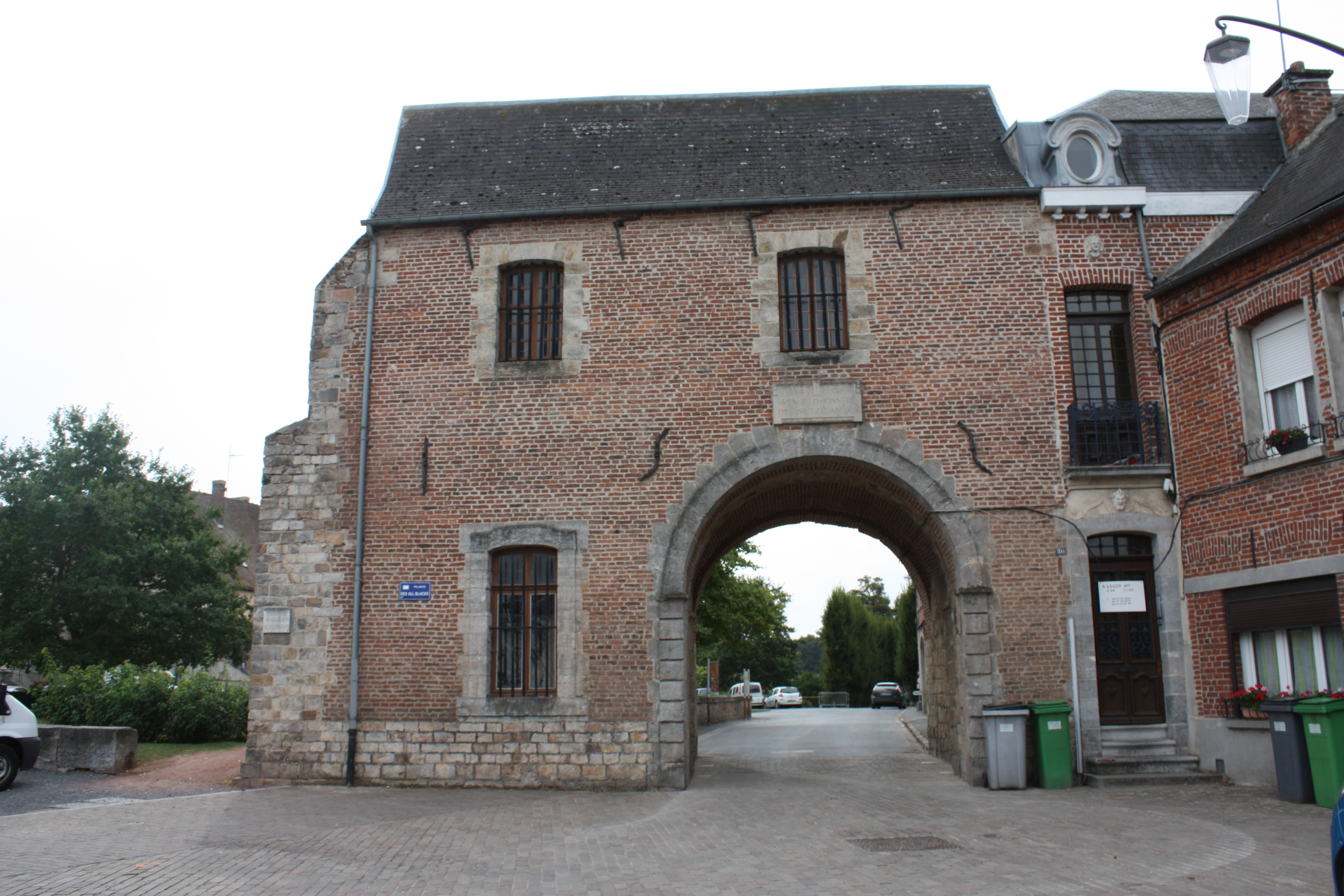
Het bewaarde poortgebouw (17e-eeuws gebouw rond een 12e-eeuwse boog)

Het voormalige Kasteel van Le Quesnoy was een versterkt kasteel van de graven van Henegouwen in het Franse stadje Le Quesnoy, niet ver van Valenciennes. 
Rond 1160 bouwde graaf Boudewijn IV een uitgestrekte veelhoekige versterking, aansluitend op de omwallingen waarmee hij de stad liet omringen. Zijn vrouw Adelheid van Namen liet een kapel toevoegen, gewijd aan Sint-Jan. In de eeuwen die volgden was het kasteel de voornaamste verblijfplaats van de Henegouwse graven. In 1169 werd in het kasteel het huwelijk gevierd van Boudewijns zoon en Margaretha van de Elzas, in aanwezigheid van keizer Frederik I Barbarossa. Minder gelukkig was het huwelijk in 1212 van Burchard van Avesnes met Margaretha II van Vlaanderen. Dat kan ook worden gezegd van graaf Willem V van Holland, die er de laatste 31 jaar van zijn leven werd opgesloten nadat hij in 1358 sijnre sinnen bijster was geworden. Ook hoge geboorten vonden plaats in het kasteel. Gravin Jacoba van Beieren zag er in 1401 het levenslicht. Haar moeder Margaretha van Bourgondië woonde er vanaf 1385 als echtgenote van Willem IV van Henegouwen en van 1433 tot haar dood in 1441 als douairière. Onder de Bourgondiërs met hun vele gebieden boette het kasteel ietwat aan belang in. Karel de Stoute verbleef er nog met zijn dochter Maria, daarna trad het verval in. 
Nadat Le Quesnoy in 1659 definitief Frans was geworden, kwam op de plek van het kasteel een kazerne. In 1681 ontwierp koninklijk architect Libéral Bruant het bakstenen Pavillon Cernay. In 1928 werden verbouwingen gedaan om de mobiele Garde républicaine te huisvesten.
De voormalige grote zaal, het poortgebouw en het romaanse keldercomplex zijn het enige wat nog rest van het eigenlijke kasteel. Ook blootgelegde torenfundamenten zijn nog te ontwaren, evenals een spitsboog van de kapel tegen een gevel. Van de kazerne staat het herbestemde Cernaypaviljoen nog overeind.
Een archeologische campagne is in 1997-1998 uitgevoerd onder leiding van Alain Salamagne.